# أري برك
أري برك (بالإنجليزية: Ari Berk)‏ (7 مارس 1967، لوس أنجلوس في الولايات المتحدة)؛ كاتب، صحفي، كاتب للأطفال، كاتب سيناريو وروائي أمريكي.